# 魅せられし変容〜ベスト・オブ・デヴィッド・ボウイ
『魅せられし変容〜ベスト・オブ・デヴィッド・ボウイ』（原題"Changesonebowie"）は、1976年に発売されたデヴィッド・ボウイのベスト・アルバム。

## 解説
当時最新の1976年『ステイション・トゥ・ステイション』までのアルバムから選曲されている初のベスト・アルバム。フォント・バックカバーなどのアートワークは「ステイション・トゥ・ステイション」のデザインを踏襲している。ボウイ自身による選曲ともいわれている。
ジャケット写真の撮影は、マリリン・モンローの有名なカレンダー写真を撮影したトム・ケリーによる。
UKアルバムチャートで2位のヒットを記録。
1981年に続編『美しき魂の告白』（原題"Changestwobowie"）が発売されている。
1990年にEMI（米国ではRYKO）より『チェンジスボウイ』（原題"Changesbowie"）としてCD化され、「フェイム」がリミックス・ヴァージョン「フェイム'90」に置き換えられ、「ヒーローズ」など10曲追加収録されている。

## 収録曲
| #  | タイトル                                 | 作詞 | 作曲・編曲 | オリジナル・リリース                | 時間 |
| -- | ---------------------------------------- | ---- | ---------- | ----------------------------------- | ---- |
| 1. | 「スペイス・オディティ」                 |      |            | 『スペイス・オディティ』 （1969年） | 5:14 |
| 2. | 「ジョン、アイム・オンリー・ダンシング」 |      |            | シングル（1972年）                  | 2:43 |
| 3. | 「チェンジズ」                           |      |            | 『ハンキー・ドリー』（1971年）      | 3:33 |
| 4. | 「ジギー・スターダスト」                 |      |            | 『ジギー・スターダスト』（1972年）  | 3:13 |
| 5. | 「サフラジェット・シティ」               |      |            | 『ジギー・スターダスト』（1972年）  | 3:25 |
| 6. | 「ジーン・ジニー」                       |      |            | 『アラジン・セイン』（1973年）      | 4:03 |

| #  | タイトル                 | 作詞 | 作曲・編曲 | オリジナル・リリース                           | 時間 |
| -- | ------------------------ | ---- | ---------- | ---------------------------------------------- | ---- |
| 1. | 「ダイアモンドの犬」     |      |            | 『ダイアモンドの犬』（1974年）                 | 5:56 |
| 2. | 「愛しき反抗」           |      |            | 『ダイアモンドの犬』（1974年）                 | 4:30 |
| 3. | 「ヤング・アメリカンズ」 |      |            | 『ヤング・アメリカンズ』（1975年）             | 5:10 |
| 4. | 「フェイム」             |      |            | 『ヤング・アメリカンズ』（1975年）             | 4:12 |
| 5. | 「ゴールデン・イヤーズ」 |      |            | 『ステイション・トゥ・ステイション』（1976年） | 3:59 |